# Enterisches Nervensystem
Das enterische Nervensystem (kurz ENS, enterisch von altgriechisch το ἔντερον (enteron) für Darm; auch Darmnervensystem, Darmwandnervensystem, Eingeweidenervensystem oder intramurales Nervensystem, umgangssprachlich auch Bauchhirn, Bauchgehirn oder Darmhirn) ist ein Teil des Nervensystems.

## Beschreibung
Das enterische Nervensystem besteht aus einem komplexen Geflecht von Nervenzellen (Neuronen), das nahezu den gesamten Magen-Darm-Trakt durchzieht. Es besitzt beim Menschen vier- bis fünfmal so viele Neuronen wie das Rückenmark (etwa 100 Millionen Nervenzellen). Dieses eigenständige Nervensystem befindet sich als dünne Schicht zwischen den Muskeln des Verdauungsapparates. Seine Aufgabe ist z. B. die Verdauung zu steuern. Es kann vollständig autonom arbeiten, unterliegt aber den Einflüssen von Sympathikus und Parasympathikus, um mit dem Gesamtorganismus zu harmonieren. Innerhalb des ENS findet man als Neurotransmitter z. B. Serotonin und Dopamin (exzitatorisch) sowie NO und Vasoaktives intestinales Peptid (inhibitorisch).
Das ENS hat einen starken Einfluss auf den Verdauungsprozess und das Wohlbefinden. Es reguliert unter anderem:
- die Darmmotilität
- den mit Sekretion und Absorption verbundenen Ionentransport
- den gastrointestinalen Blutfluss
- die immunologischen Funktionen des Gastrointestinaltraktes.

Die Hauptkomponenten des ENS sind zwei Nervengeflechte, die in die Darmwand eingebettet sind:
- der Plexus myentericus (Auerbachscher Plexus) zwischen Ring- und Längsmuskelschicht
- der Plexus submucosus (Meissnerscher Plexus) in der Submukosa.

Daneben gibt es noch weitere kleinere Plexus des ENS direkt unterhalb der Tunica serosa, innerhalb der Ringmuskulatur und in der Schleimhaut selbst. Zudem gibt es neben den Neuronen im eigentlichen Sinne die interstitiellen Zellen von Cajal (Cajal’sche Zellen). Diese sind spezialisierte Muskelzellen, die völlig unabhängig von Neuronen Kontraktionen der unmittelbar anliegenden Muskulatur auslösen können, und stellen somit eine Art Schrittmachersystem dar, das man im weitesten Sinne mit dem autonomen Schrittmachersystem des Herzens vergleichen kann.
Einige Wissenschaftler vermuten, dass dem Informationsaustausch zwischen dem enterischen Nervensystem und dem Gehirn auch eine Rolle bei den intuitiven Entscheidungen („Bauchentscheidungen“) zukommt.

## Erkrankungen
Eine Anlagestörung des enterischen Nervensystems stellt das Krankheitsbild des Morbus Hirschsprung dar. Diese Erkrankung  ist durch das (segmentale) Fehlen von Ganglienzellen (Aganglionose) von Plexus submucosus und Plexus myentericus charakterisiert.